# Золотая Долина (Приморский край)
Золота́я Доли́на — село в Партизанском районе Приморского края, основано в 1884 году.
Село Золотая Долина (Унаши) основано в 1884 году ходоками из Черниговской губернии Клинцовского уезда. Одна часть ходоков высадилась в бухте Чуновой (ныне бухта Лашкевича), другая – в бухте Находка, а затем обосновалась по правому берегу Сучана, а часть в бухте Чуновой. Ходоки, два брата - Касницкий Ефим и Яков пешком пришли в эту долину и облюбовали место между двух речек, которые потом стали называть: большой Волгой, сейчас она Ольга, а меньшую Поперечной. У соединения этих речек и была построена деревенька, которую называли Унаши (так она называлась там, откуда они переместились). При большом наводнении ее размыло. Из деревушки жители переселились ближе к реке Сучан. Место, где первоначально располагалась деревенька Унаши, в настоящее время называют старым кладбищем.
На новом месте деревня стала быстро заселяться. На унашинских девушках стали жениться бывшие штрафные солдаты, казаки, отставные матросы.
На параллельных протоках реки Сучан были две мельницы для размола зерна (одна у Водопойного моста, не доезжая существующей сейчас бензоколонки, вторая не доезжая Золотодолинского аэродрома). В Унашах были две маслобойни, вырабатывающие соевое масло, круподерка (из гречихи производили гречневую крупу). В деревне было много пасек. Начальная школа была построена в 1907 году.
В 1938 году в селе был заложен фруктовый сад.
В настоящее время в селе проживает 2385 человек. Работает сельскохозяйственное предприятие ООО «Ольга».

## Название
Нынешнее название получило в декабре 1972 года, прежнее наименование — Унаши́ продолжает использоваться применительно к расположенному рядом с селом военному аэродрому «Золотая Долина». Помимо военного аэродрома в селе находится ракетный гарнизон.

## География
Село Золотая Долина стоит на левом берегу реки Партизанская, расстояние до районного центра Владимиро-Александровское — 4 км (вниз по реке).

## Население
| 1898 | 2002  | 2005  | 2010  | 2021  |
| ---- | ----- | ----- | ----- | ----- |
| 341  | ↗2537 | ↗2570 | ↗2705 | ↘2425 |

## Транспорт
Через село проходит автотрасса Находка — Кавалерово.